# 旭埔苑
旭埔苑（英語：Yuk Po Court）是香港的一個居屋屋苑，位於新界北區上水，於1982年開始入伙，由香港房屋委員會發展，是北區最早興建的居屋屋苑，現已成立業主立案法團，首次推出時售價為119,700-141,200港元。

## 歷史與簡介
1970年代初期，新豐路平交道以東的九廣鐵路上水段路軌南側仍有石上河河道，而沿着河邊分佈有一些寮屋和牛皮廠。1978年，政府為了開發粉嶺／上水新市鎮，收回上水站以南、大埔公路以北、新豐路至掃管埔平交道一帶的土地發展公營房屋區，大頭嶺村以東至吳屋村以東的石上河河道也被改建成暗渠，其中靠近上水站南側大約為原牛皮廠用地則發展成區內第一個居屋屋苑旭埔苑，而其餘部份均成為公共屋邨彩園邨，兩者同於1982年落成入伙，並成為北區最早建成的超過10層的高層建築群，然而由於上水市中心（即現今上水廣場一帶的購物商場）在當時尚未發展，旭埔苑居民和彩園邨及彩蒲苑居民早期的日常消費都集中在石湖墟進行。
旭埔苑八座樓宇皆為舊十字型大廈設計，屬香港最早期的標準型居屋設計，故此全屋苑所有單位的面積和內部間隔相同，其中每四座樓宇為一組完全相連的建築，從高空俯瞰看兩組樓宇的排列像兩個反過來的英文字母“L”字分佈在百和路東西兩側，東側樓宇與學校相鄰，西側樓宇位於彩園廣場旁邊，整個屋苑由百和路分成兩個不相連的部份。

## 屋苑範圍
香港早中期的公共房屋規劃多以公共屋邨為核心，居屋屋苑一般從屬該區主要屋邨，而旭埔苑在規劃和建設時是作為「彩園」區域的一部份而進行的，加上百和路分割旭埔苑成東西兩個部份，故此旭埔苑的屋苑範圍比大部份同期建成的居屋屋苑都要細小，當中西側部份的範圍僅包括彩園邨至上水站天橋南側的羽毛球場和園圃及四座樓宇周邊的空間（不包括該天橋正下方的行人通道和漢湖閣旁邊的兒童遊樂場），而東側部份僅包括百和路、彩園路和香海正覺蓮社佛教陳式宏學校三者之間的空間。晉湖閣至東華三院馬錦燦紀念小學的彩園路南段沿線多個露天停車處均統稱為「旭埔苑停車場」，屬香港房屋委員會所有。商湖閣旁邊的四所學校雖然與彩園邨主建築群相隔着旭埔苑，但仍屬彩園邨的一部份，地址皆為「上水彩園邨」。
旭埔苑居民如果需要前往屋苑另一側部份，可以使用晉湖閣與漢湖閣之間的「綠色人像」過路處橫過百和路，然而由於旭埔苑本身屋苑設施很少，屋苑居民少有需要前往另一側使用屋苑設施的情況，故他們多會選擇直接前往彩園邨或使用行人天橋前往上水站或上水市中心以滿足交通、康樂或消費等生活需要。

## 屋苑資料

### 樓宇命名

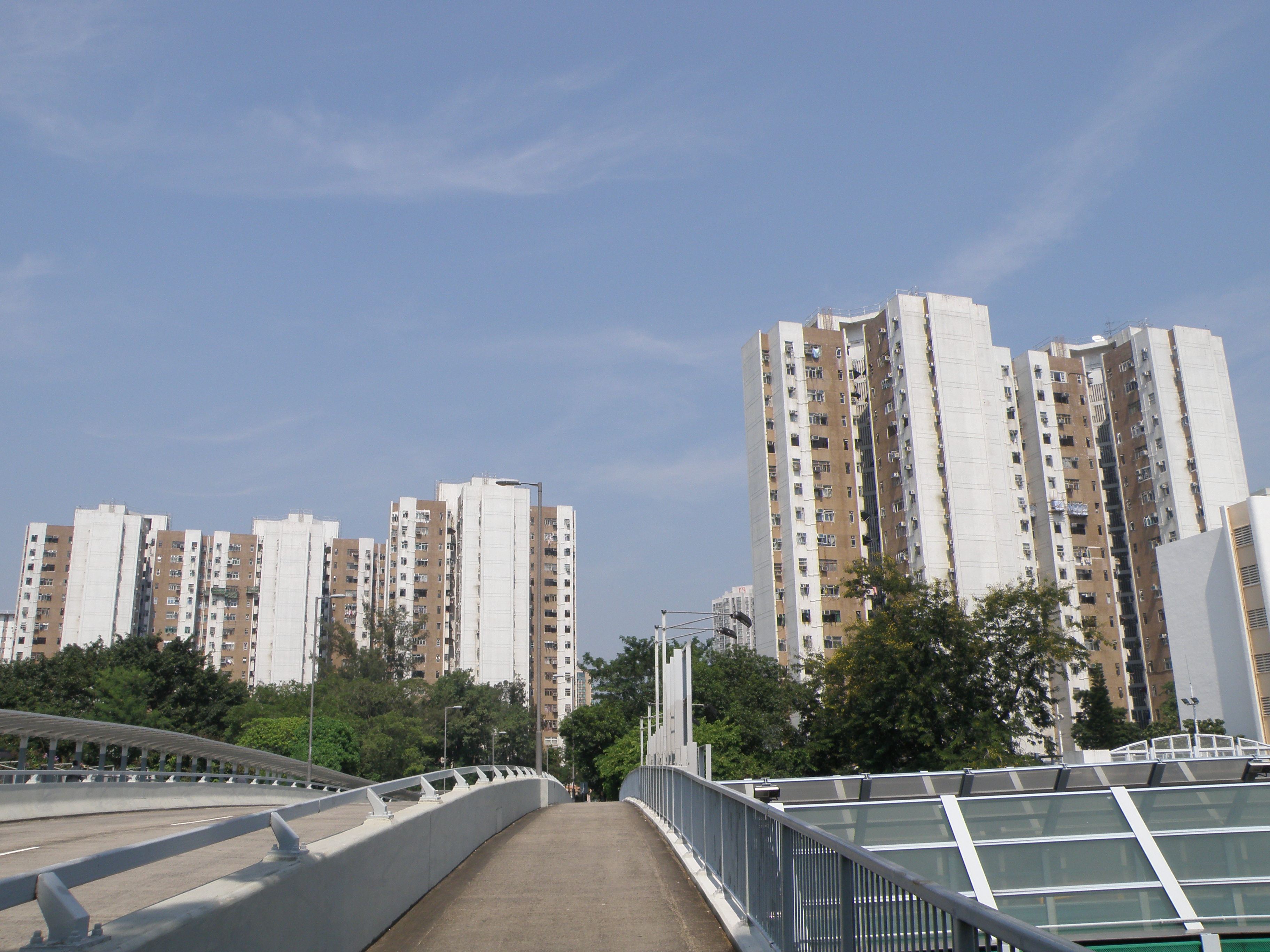
旭埔苑南面

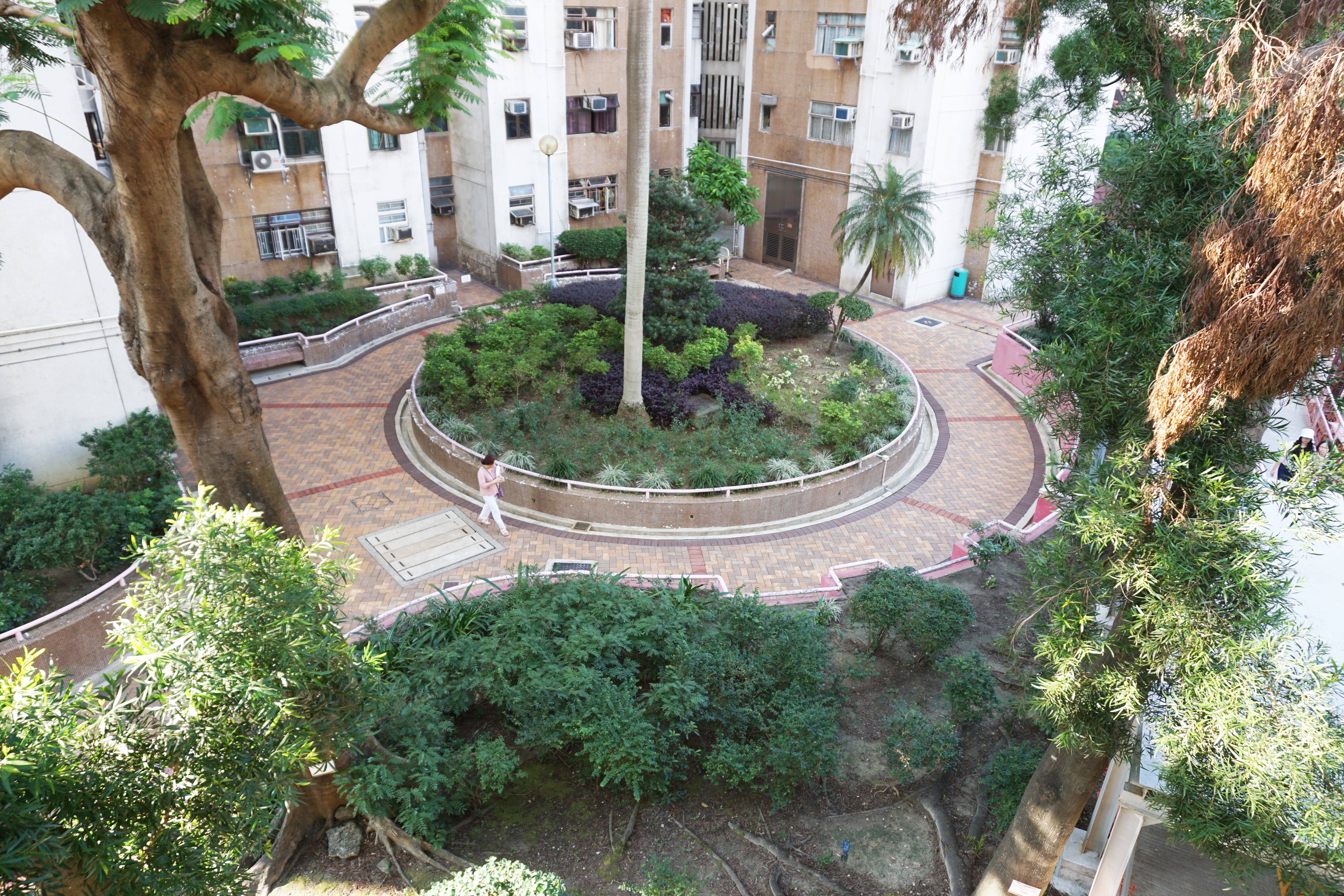
園景

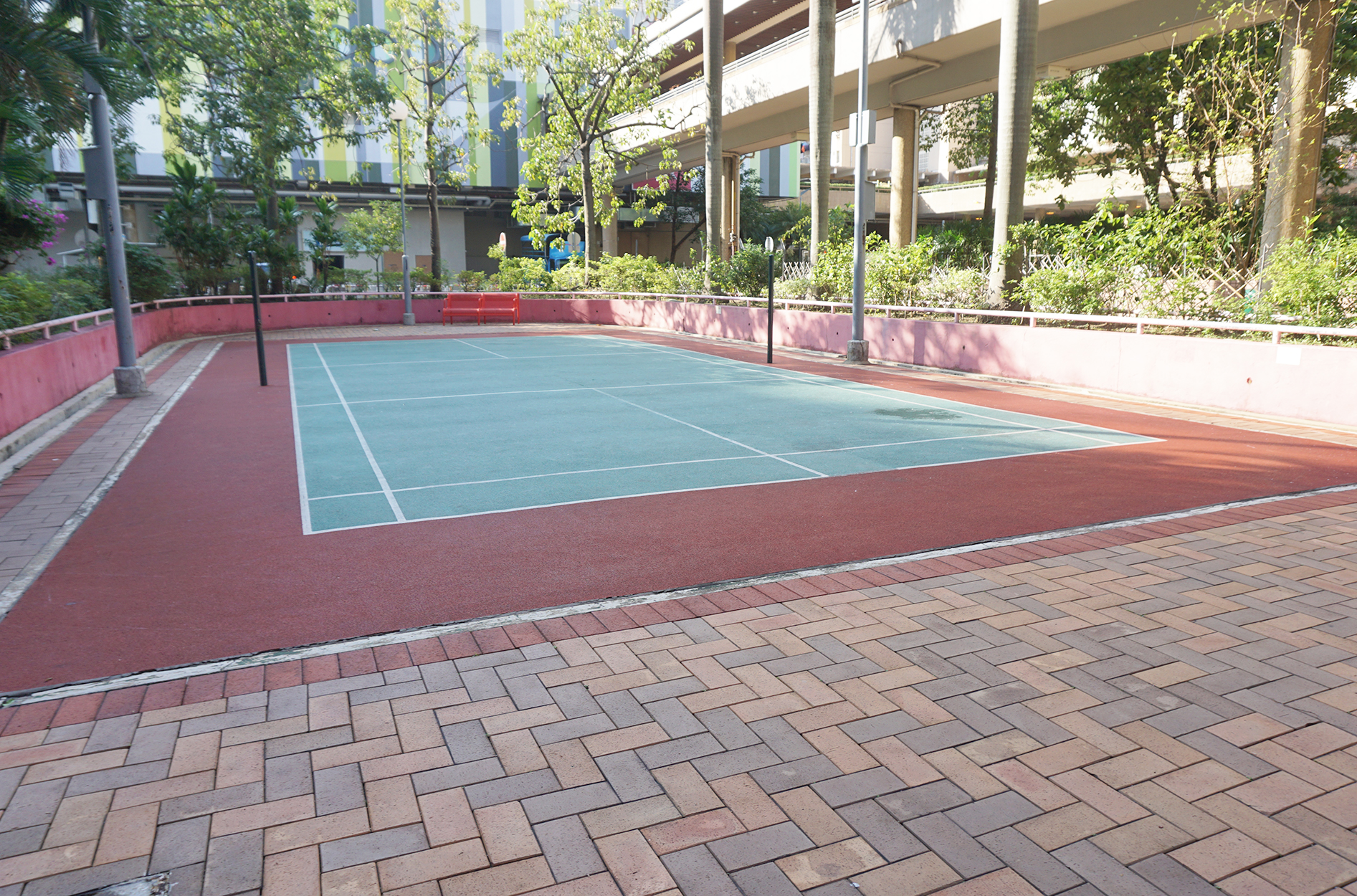
羽毛球場

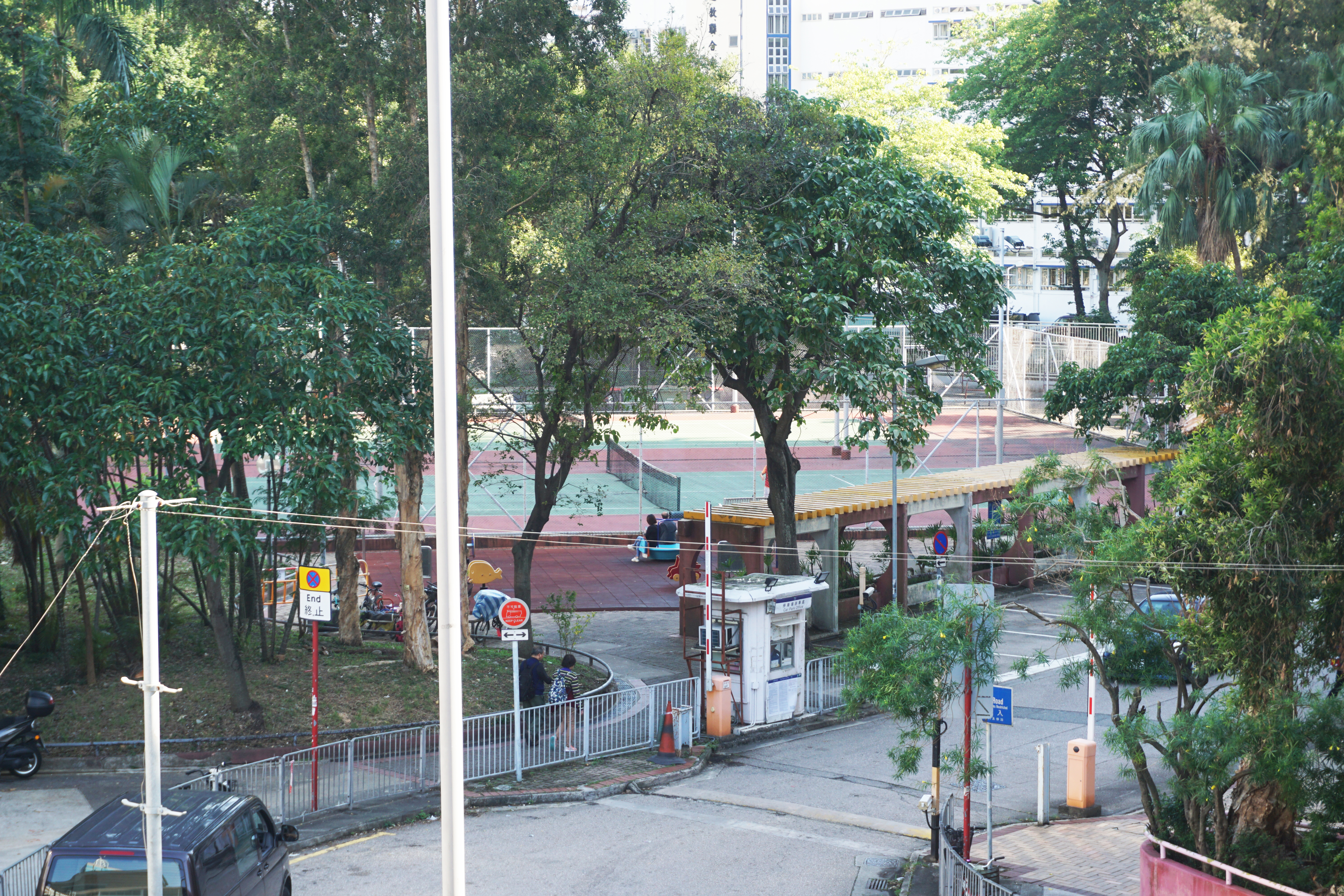
網球場、彈簧椅、團團轉及露天停車場

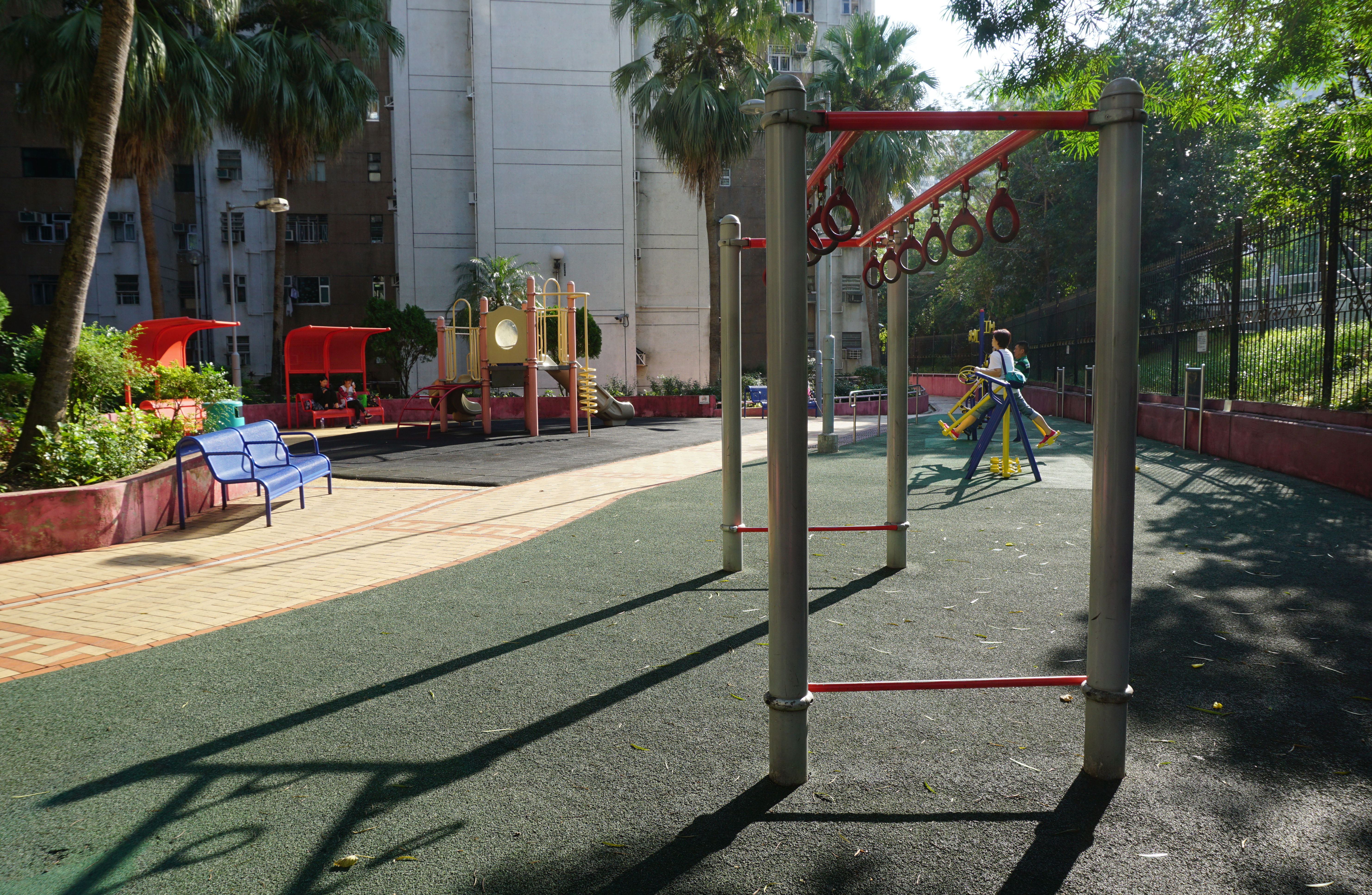
閒坐區、滑梯、平衡吊環、健體區及卵石路步行徑

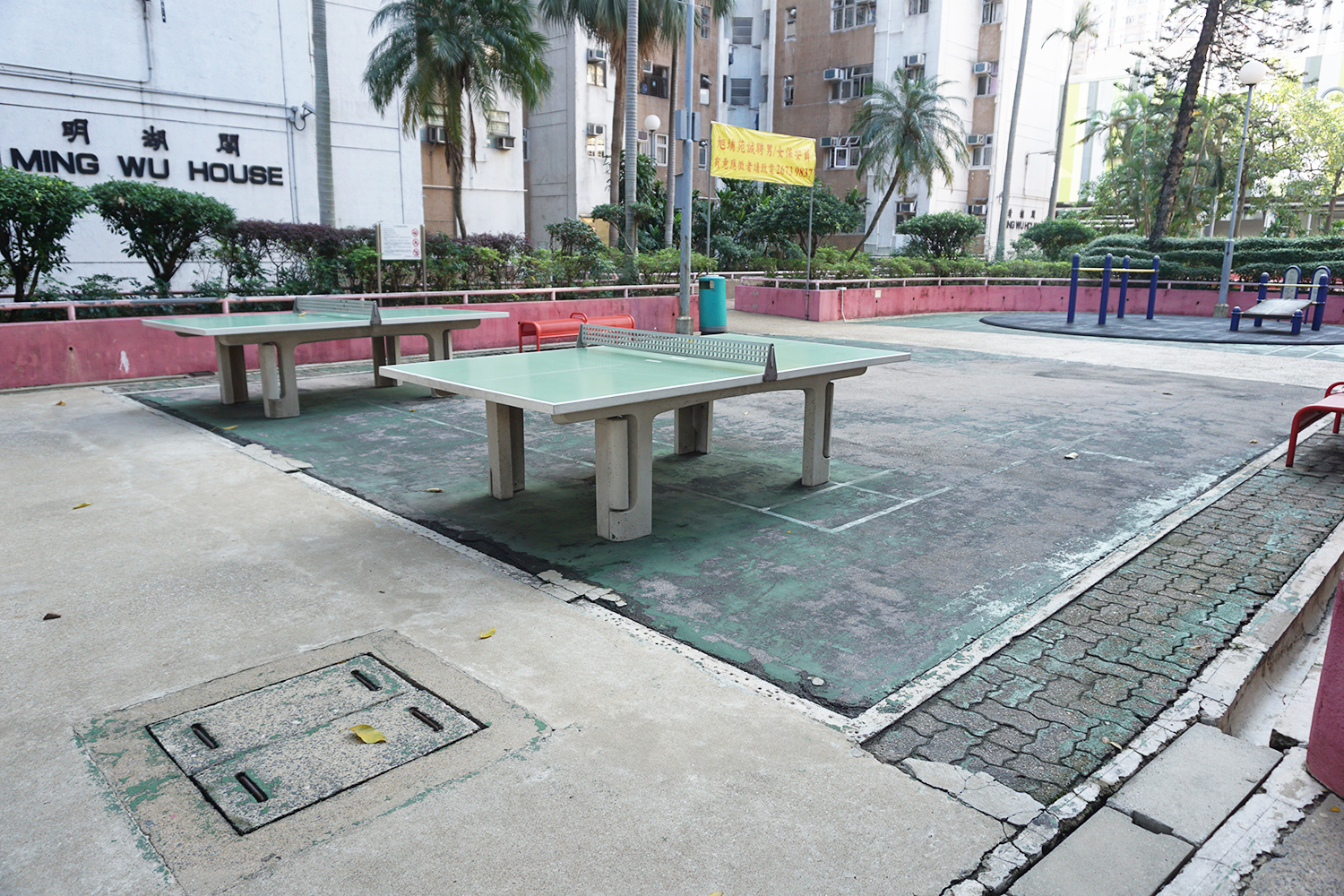
乒乓球枱及健體區（2）

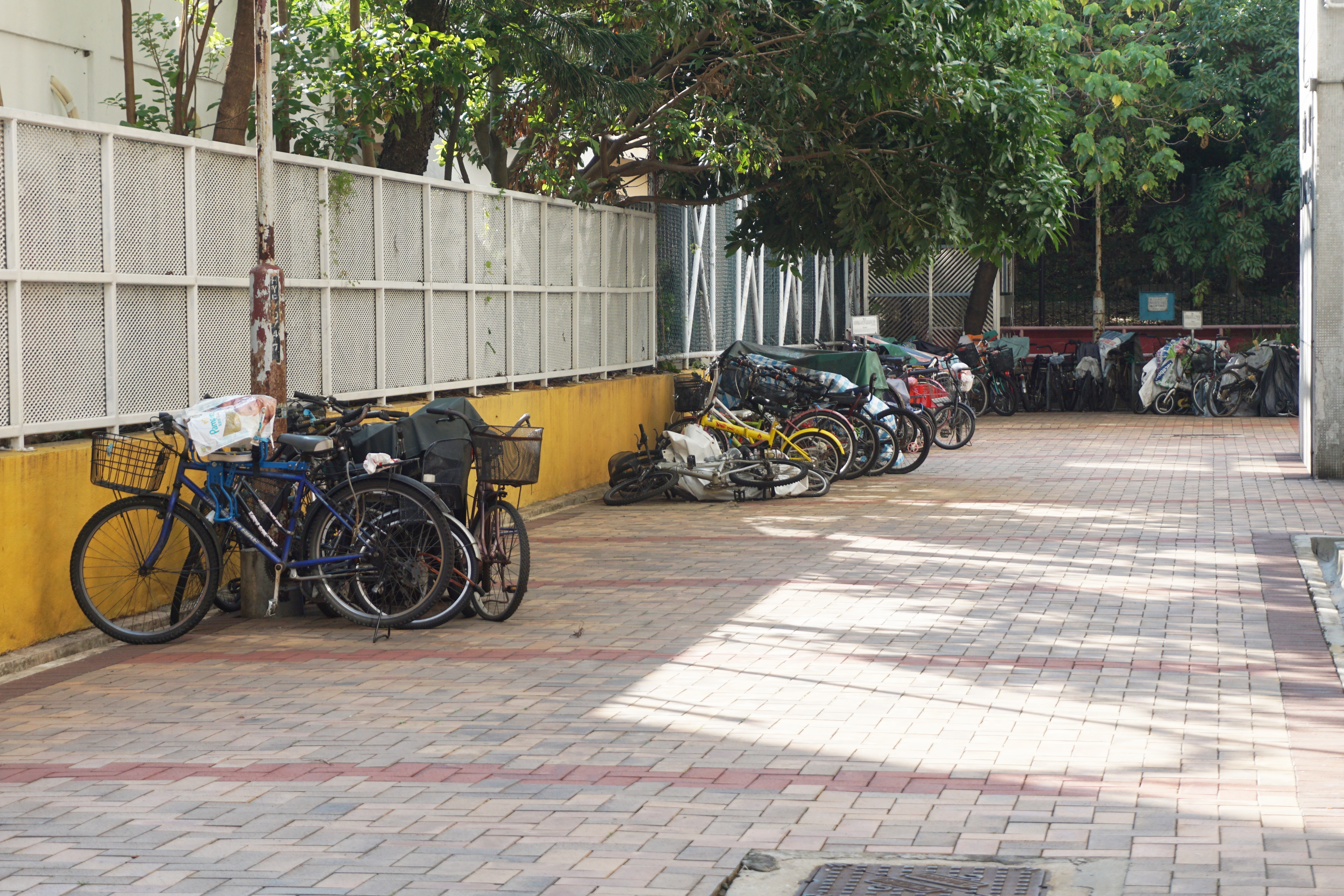
單車停泊處

旭埔苑及其八座樓宇的命名分別借鑒了當時距離屋苑最近的兩個地標——掃管埔村和石湖墟的名稱元素，當中旭埔苑的「埔」字取自掃管埔村，而「旭」有光明、朝日之意，兩者結合表達對區內居民的美好願景；至於屋苑八座樓宇命名皆以石湖墟的「湖」字作為第二字，而第一字則以商、周、秦、漢、晉 、唐、明、清八個中國朝代之名作區分，但排列時並沒有完全按照朝代更迭的順序，大致上東側樓宇為較遠古的朝代，西側樓宇則多為中古至近古的朝代（除了漢湖閣）。

### 樓宇
| 樓宇名稱（座號） | 樓宇類型 | 落成年份 | 層數 | 每層伙數 | 單位數目（伙） | 建築師       | 承建商   | 提供升降機的廠商 |
| ---------------- | -------- | -------- | ---- | -------- | -------------- | ------------ | -------- | ---------------- |
| 清湖閣（A座）    | 舊十字型 | 1982年   | 20   | 8        | 156            | 房屋署建築師 | 合和建築 | 快高靈           |
| 明湖閣（B座）    | 舊十字型 | 1982年   | 20   | 8        | 156            | 房屋署建築師 | 合和建築 | 快高靈           |
| 唐湖閣（C座）    | 舊十字型 | 1982年   | 20   | 8        | 156            | 房屋署建築師 | 合和建築 | 快高靈           |
| 漢湖閣（D座）    | 舊十字型 | 1982年   | 20   | 8        | 156            | 房屋署建築師 | 合和建築 | 快高靈           |
| 晉湖閣（E座）    | 舊十字型 | 1982年   | 20   | 8        | 156            | 房屋署建築師 | 合和建築 | 快高靈           |
| 周湖閣（F座）    | 舊十字型 | 1982年   | 20   | 8        | 156            | 房屋署建築師 | 合和建築 | 快高靈           |
| 商湖閣（G座）    | 舊十字型 | 1982年   | 20   | 8        | 156            | 房屋署建築師 | 合和建築 | 快高靈           |
| 秦湖閣（H座）    | 舊十字型 | 1982年   | 20   | 8        | 156            | 房屋署建築師 | 合和建築 | 快高靈           |

### 物業管理
保安公司：啟勝（兩班制，每班12小時）
清潔公司：NIXON（力新）

## 知名住客
- 黃國健：香港工會聯合會立法會（九龍東）議員[4]
- 張繼聰：香港男藝人（已搬離）[註 3]

## 外部連結
- 旭埔苑
- 房屋署旭埔苑資料 （页面存档备份，存于）